# Natação nos Jogos Olímpicos de Verão da Juventude de 2014 - 50 m bruços Rapazes
As provas de natação' dos' 50 m bruços de rapazes nos Jogos Olímpicos de Verão da Juventude de 2014 decorreram a 22 de Agosto de 2014 no natatório do Centro Olímpico de Desportos de Nanquim em Nanquim, China. Na final, o Ouro foi ganho pelo croata Nikola Obrovac, Carlos Claverie da Venezuela foi Prata e o russo Anton Chupkov foi Bronze .

## Medalhistas
| Ouro   | CRO Nikola Obrovic  |
| Prata  | VEN Carlos Claverie |
| Bronze | RUS Anton Chupkov   |

## Resultados da final
| Pos.              | Linha | Nadador             | Tempo total | Diferença |
| ----------------- | ----- | ------------------- | ----------- | --------- |
| Medalha de ouro   | 4     | CRO Nikola Obrovic  | 27.83       |           |
| Medalha de prata  | 5     | VEN Carlos Claverie | 27.94       | +0.11     |
| Medalha de bronze | 3     | RUS Anton Chupkov   | 28.43       | +0.60     |
| 4                 | 6     | RSA Jarred Crous    | 28.46       | +0.63     |
| 5                 | 7     | HUN David Horvath   | 28.67       | +0.84     |
| 6                 | 8     | CHN Zhang Zhihao    | 28.72       | +0.89     |
| 7                 | 1     | JPN Ippei Watanabe) | 28.77       | +0.94     |
| 8                 | 2     | EGY Mohamed Khalaf  | 28.87       | +1.04     |